# Gethin Jones
Gethin Wynne Jones (Perth, 13 ottobre 1995) è un calciatore australiano con cittadinanza gallese, difensore del Bolton e della nazionale australiana.

## Carriera

### Nazionale
Convocato per la Coppa d'Asia 2023, ha esordito con la nazionale australiana il 6 gennaio 2024, nell'amichevole vinta per 0-2 contro il Bahrein.

## Statistiche

### Presenze e reti nei club
Statistiche aggiornate al 13 gennaio 2024.
| Stagione              | Squadra               | Campionato            | Campionato | Campionato | Coppe nazionali | Coppe nazionali | Coppe nazionali | Coppe continentali | Coppe continentali | Coppe continentali | Altre coppe | Altre coppe | Altre coppe | Totale | Totale | Totale |
| Stagione              | Squadra               | Comp                  | Pres       | Reti       | Comp            | Pres            | Reti            | Comp               | Pres               | Reti               | Comp        | Pres        | Reti        | Pres   | Reti   |        |
| --------------------- | --------------------- | --------------------- | ---------- | ---------- | --------------- | --------------- | --------------- | ------------------ | ------------------ | ------------------ | ----------- | ----------- | ----------- | ------ | ------ | ------ |
| 2014-mar. 2015        | Everton               | PL                    | -          | -          | FACup+CdL       | -               | -               | UEL                | 1                  | 0                  | -           | -           | -           | 1      | 0      |        |
| mar.-giu. 2015        | Plymouth              | FL2                   | 6+1        | 0          | FACup+CdL       | -               | -               | -                  | -                  | -                  | FLT         | -           | -           | 7      | 0      |        |
| gen.-giu. 2017        | Barnsley              | FLC                   | 17         | 0          | FACup+CdL       | -               | -               | -                  | -                  | -                  | -           | -           | -           | 17     | 0      |        |
| gen.-giu. 2018        | Fleetwood Town        | FL1                   | 10         | 0          | FACup+CdL       | 1+0             | 0               | -                  | -                  | -                  | EFLT        | 0           | 0           | 11     | 0      |        |
| 2018-gen. 2019        | Fleetwood Town        | FL1                   | 3          | 0          | FACup+CdL       | 0+2             | 0               | -                  | -                  | -                  | EFLT        | 3           | 0           | 8      | 0      |        |
| Totale Fleetwood Town | Totale Fleetwood Town | Totale Fleetwood Town | 13         | 0          |                 | 3               | 0               |                    | -                  | -                  |             | 3           | 0           | 19     | 0      |        |
| gen.-giu. 2019        | Mansfield Town        | FL1                   | 15+2       | 0          | FACup+CdL       | -               | -               | -                  | -                  | -                  | EFLT        | -           | -           | 17     | 0      |        |
| 2019-2020             | Carlisle Utd          | FL1                   | 30         | 0          | FACup+CdL       | 5+0             | 0               | -                  | -                  | -                  | EFLT        | 2           | 0           | 37     | 0      |        |
| 2020-2021             | Bolton                | FL2                   | 38         | 3          | FACup+CdL       | 0+1             | 0               | -                  | -                  | -                  | EFLT        | 1           | 0           | 40     | 3      |        |
| 2021-2022             | Bolton                | FL1                   | 29         | 0          | FACup+CdL       | 0+2             | 0               | -                  | -                  | -                  | EFLT        | 0           | 0           | 31     | 0      |        |
| 2022-2023             | Bolton                | FL1                   | 39         | 2          | FACup+CdL       | 1+1             | 0               | -                  | -                  | -                  | EFLT        | 5           | 1           | 46     | 3      |        |
| 2023-2024             | Bolton                | FL1                   | 20         | 0          | FACup+CdL       | 2+2             | 0               | -                  | -                  | -                  | EFLT        | 3           | 1           | 27     | 1      |        |
| Totale Bolton         | Totale Bolton         | Totale Bolton         | 126        | 5          |                 | 9               | 0               |                    | 5                  | 0                  |             | 9           | 2           | 37     | 2      |        |
| Totale carriera       | Totale carriera       | Totale carriera       | 207+3      | 5          |                 | 17              | 0               |                    | 1                  | 0                  |             | 12          | 2           | 240    | 7      |        |

### Cronologia presenze e reti in nazionale
| Cronologia completa delle presenze e delle reti in nazionale ― Australia | Cronologia completa delle presenze e delle reti in nazionale ― Australia | Cronologia completa delle presenze e delle reti in nazionale ― Australia | Cronologia completa delle presenze e delle reti in nazionale ― Australia | Cronologia completa delle presenze e delle reti in nazionale ― Australia | Cronologia completa delle presenze e delle reti in nazionale ― Australia | Cronologia completa delle presenze e delle reti in nazionale ― Australia | Cronologia completa delle presenze e delle reti in nazionale ― Australia |
| Data                                                                     | Città                                                                    | In casa                                                                  | Risultato                                                                | Ospiti                                                                   | Competizione                                                             | Reti                                                                     | Note                                                                     |
| ------------------------------------------------------------------------ | ------------------------------------------------------------------------ | ------------------------------------------------------------------------ | ------------------------------------------------------------------------ | ------------------------------------------------------------------------ | ------------------------------------------------------------------------ | ------------------------------------------------------------------------ | ------------------------------------------------------------------------ |
| 6-1-2024                                                                 | Abu Dhabi                                                                | Bahrein                                                                  | 0 – 2                                                                    | Australia                                                                | Amichevole                                                               | -                                                                        | 78’                                                                      |
| 13-1-2024                                                                | Al Rayyan                                                                | Australia                                                                | 2 – 0                                                                    | India                                                                    | Coppa d'Asia 2023 - 1º turno                                             | -                                                                        |                                                                          |
| 18-1-2024                                                                | Doha                                                                     | Siria                                                                    | 0 – 1                                                                    | Australia                                                                | Coppa d'Asia 2023 - 1º turno                                             | -                                                                        |                                                                          |
| 28-1-2024                                                                | Al Rayyan                                                                | Australia                                                                | 4 – 0                                                                    | Indonesia                                                                | Coppa d'Asia 2023 - Ottavi di finale                                     | -                                                                        | 65’ 69’                                                                  |
| 26-3-2024                                                                | Canberra                                                                 | Libano                                                                   | 0 – 5                                                                    | Australia                                                                | Qual. Mondiali 2026                                                      | -                                                                        | 82’                                                                      |
| 11-6-2024                                                                | Dacca                                                                    | Australia                                                                | 5 – 0                                                                    | Palestina                                                                | Qual. Mondiali 2026                                                      | -                                                                        |                                                                          |
| Totale                                                                   |                                                                          | Presenze                                                                 | 6                                                                        |                                                                          | Reti                                                                     | 0                                                                        |                                                                          |